# Piero Pioppo
Piero Pioppo (Savona, 29 settembre 1960) è un arcivescovo cattolico e diplomatico italiano, al servizio della Santa Sede.

## Biografia

### Formazione e ministero sacerdotale
Ordinato sacerdote il 29 giugno 1985 dall'allora vescovo di Acqui Livio Maritano, è laureato in teologia dogmatica.
Il 1º luglio 1993 è entrato nel corpo diplomatico della Santa Sede. Ha prestato servizio nelle rappresentanze pontificie di Corea e Cile. Ha inoltre lavorato presso la Sezione Affari Generali della Segreteria di Stato Vaticana. Segretario del card. Sodano, è più volte citato dai media nei sottili scontri tra le varie fazioni del Vaticano.
Il 7 luglio 2006 è nominato (come ultimo atto rilevante del cardinal Sodano che lasciava la carica alla Segreteria di Stato) prelato dell'Istituto per le opere di religione, carica che ufficialmente ha ridotti compiti operativi, ma dà accesso a tutti i conti e ai documenti riservati. Monsignor Pioppo riesce a conservare il suo incarico ancora per quattro anni, mentre segretario di Stato è il cardinal Bertone. I media pertanto hanno frequentemente riportato il nome di Mons. Pioppo in tutte le occasioni in cui lo IOR è rimasto coinvolto in alcune discusse operazioni finanziarie. In particolare si è fatto il nome di mons. Pioppo per pretesi versamenti passati attraverso conti IOR di danari sospetti nell'operazione della cessione di Banca Antonveneta da Banco Santander a Monte Dei Paschi di Siena, operazioni della grande finanza internazionale oggetto di esame da parte delle magistrature.

### Ministero episcopale
Il 25 gennaio 2010 è stato nominato da papa Benedetto XVI nunzio apostolico in Camerun e Guinea Equatoriale elevandolo alla sede titolare di Torcello con dignità arcivescovile. Tale nomina venne letta dal vaticanista americano Gerald Posner come conseguenza dell'inimicizia di Pioppo con mons. Bertone, che avrebbe provato così a liberarsi della presenza in Vaticano di un prelato troppo legato ad Angelo Sodano.
Ha ricevuto l'ordinazione episcopale il 18 marzo 2010 dalle mani del cardinale segretario di Stato Tarcisio Bertone, co-consacranti Pier Giorgio Micchiardi e Nestorius Timanywa. Il 13 ottobre 2012 firma a Mongomo un accordo sulle relazioni tra la Santa Sede e la Guinea Equatoriale.
L'8 settembre 2017 è stato nominato da papa Francesco nunzio apostolico in Indonesia.
Il 19 marzo 2018 lo stesso papa lo ha nominato anche nunzio apostolico presso l'Associazione delle Nazioni del Sud-Est Asiatico.
Ha guidato la delegazione della Santa Sede alla conferenza sugli oceani  di Bali, importante esempio di intervento a livello internazionale vaticana su una tematica ecologica e non ecclesiastica. Dopo la conferenza mons. Pioppo propose una serie di incontri tra le autorità indonesiane e la Santa Sede che sfociarono poi nell'appoggio esplicito fornito dal Vaticano alla controversa politica di lotta alla pesca illegale messa in atto dal governo indonesiano.

## Genealogia episcopale e successione apostolica
La genealogia episcopale è:
- Cardinale Scipione Rebiba
- Cardinale Giulio Antonio Santori
- Cardinale Girolamo Bernerio, O.P.
- Arcivescovo Galeazzo Sanvitale
- Cardinale Ludovico Ludovisi
- Cardinale Luigi Caetani
- Cardinale Ulderico Carpegna
- Cardinale Paluzzo Paluzzi Altieri degli Albertoni
- Papa Benedetto XIII
- Papa Benedetto XIV
- Cardinale Enrico Enriquez
- Arcivescovo Manuel Quintano Bonifaz
- Cardinale Buenaventura Córdoba Espinosa de la Cerda
- Cardinale Giuseppe Maria Doria Pamphilj
- Papa Pio VIII
- Papa Pio IX
- Cardinale Gustav Adolf von Hohenlohe-Schillingsfürst
- Arcivescovo Salvatore Magnasco
- Cardinale Gaetano Alimonda
- Cardinale Agostino Richelmy
- Vescovo Giuseppe Castelli
- Vescovo Gaudenzio Binaschi
- Arcivescovo Albino Mensa
- Cardinale Tarcisio Bertone, S.D.B.
- Arcivescovo Piero Pioppo

La successione apostolica è:
- Arcivescovo Juan Nsue Edjang Mayé (2011)
- Vescovo Agapitus Enuyehnyoh Nfon (2011)
- Vescovo Dieudonné Espoir Atangana (2012)
- Vescovo Abraham Boualo Kome (2012)
- Arcivescovo Andrew Nkea Fuanya (2013)
- Vescovo Bruno Ateba Edo, S.A.C. (2014)
- Vescovo Damase Zinga Atangana (2015)
- Vescovo Emmanuel Abbo (2016)
- Vescovo Philippe Alain Mbarga (2016)
- Vescovo Joseph-Marie Ndi-Okalla (2017)
- Vescovo Paul Lontsié-Keuné (2017)
- Arcivescovo Kornelius Sipayung, O.F.M.Cap. (2019)
- Vescovo Vitus Rubianto Solichin, S.X. (2021)
- Vescovo Seno Ngutra (2022)
- Vescovo Valentinus Saeng, C.P. (2022)
- Vescovo Yanuarius Teofilus Matopai You (2023)
- Vescovo Victorius Dwiardy, O.F.M.Cap. (2023)
- Arcivescovo Fransiskus Nipa (2024)
- Arcivescovo Hironimus Pakaenoni (2024)
- Arcivescovo Paulus Budi Kleden, S.V.D. (2024)
- Vescovo Agustinus Tri Budi Utomo (2025)
- Vescovo Bernardus Bofitwos Baru, O.S.A. (2025)

## Opere
- Piero Pioppo, Cristologia, collana Manuali di base, Piemme, 1991, ISBN 9788838417221.